# Omar Cervantes
Omar Cervantes es un jugador de fútbol playa y fútbol sala mexicano. 

## Participaciones en Copas del Mundo de Playa
| Mundial                                | Sede   | Resultado        | Partidos | Goles |
| -------------------------------------- | ------ | ---------------- | -------- | ----- |
| Copa Mundial de Fútbol Playa FIFA 2011 | Italia | Cuartos de final | 4        | 1     |

## Participaciones en Copas del Mundo de fútbol sala
| Mundial                                           | Sede      | Resultado    | Partidos | Goles |
| ------------------------------------------------- | --------- | ------------ | -------- | ----- |
| Campeonato Mundial de fútbol sala de la FIFA 2012 | Tailandia | Primera fase | 3        | 0     |

## Participaciones en Campeonato de Fútbol Playa de Concacaf
| Copa                                           | Sede    | Resultado    | Partidos | Goles |
| ---------------------------------------------- | ------- | ------------ | -------- | ----- |
| Campeonato de Fútbol Playa de Concacaf de 2013 | Bahamas | Tercer lugar | 4        | 1     |